# Drew Brown
Drew Bundini Brown (* 21. März 1928; † 24. September 1987) war der Assistenztrainer und Betreuer von Muhammad Ali während seiner gesamten Schwergewichtskarriere sowie gelegentlicher Schauspieler.

## Biographie
Brown kam in Midway, Florida, zur Welt und trat im Alter von dreizehn Jahren der United States Navy als Backsjunge bei. Als er nach zwei Jahren ausgemustert wurde, trat er der United States Merchant Marine, der amerikanischen Handelsmarine, bei und reiste zwölf Jahre lang um die Welt. Danach war er Teil des Betreuerstabs des Weltmeisters im Mittelgewicht Sugar Ray Robinson.
Brown war mit Rhoda Palestine Brown verheiratet. Der gemeinsame Sohn, Drew Brown III, der ebenfalls der Navy beitrat, wurde Kampfpilot und bekam für seinen Dienst zahlreiche Auszeichnungen. Nachdem er ein Buch veröffentlicht hat, ist er nun in den USA ein bekannter Redner.
Brown war ein afro-amerikanischer Jude. Laut der Autobiografie der Rhythm-and-Blues-Sängerinnen Ruth Brown, mit der keine Verwandtschaft besteht, war er ebenfalls der biologische Vater von Ronald David Jackson („Ronnie“), wobei er dies die Kindheit des Jungen über nicht wusste.

### Karriere mit Ali
Brown gehörte ab 1963 zum Betreuerstab Alis, als der Boxer noch als Cassius Clay bekannt war, und blieb bei ihm, bis zu seinem letzten Kampf im Jahre 1981.
Brown schrieb ebenfalls einige der Reden Alis. So verfasste er auch einige Gedichte, u. a. den bekannten Reim „Float like a butterfly, sting like a bee. Your hands can't hit what your eyes can't see.“ („Schwebe wie ein Schmetterling, stich wie eine Biene. Deine Hände können nicht treffen was Deine Augen nicht sehen können.“), welchen Ali benutzte, um Sonny Liston bei der Pressekonferenz vor dem Sieg am 25. Februar 1964 um den WBA- und WBC-Titel zu verunsichern.
2001 drehte Michael Mann den Film Ali mit Will Smith und Jamie Foxx, der Brown darstellte.

## Filmographie

### Als Schauspieler
- Knast Fighter (Penitentiary III) (1987) als Sugg/Häftling #2
- Die Farbe Lila (1985) als Jook Joint Patron
- Aaron Loves Angela (1975) als Referee
- Liebesgrüße aus Pistolen (Shaft's Big Score!) (1972) als Willy
- Shaft (1971) als Willy

### Als er selbst
- When We Were Kings - Einst waren wir Könige (1996)
- Knast total – Hier sitzen sie richtig (Doin' Time) (1985)
- Muhammad and Larry (1980)
- Ich bin der Größte (1977)
- Am laufenden Band (1976) (Folge 1 vom 22. Mai 1976)

### Archivaufnahmen
- Beat This!: A Hip hop History (1984) (TV)
- A.k.a. Cassius Clay (1970)

## Nachweise
1. 1 2 3 4  DREW (BUNDINI) BROWN - New York Times
2. ↑  Drew Bundini Brown. A Collection of un-published original manuscripts written by Drew Bundini Brown
3. ↑  http:www.drewbrown.net/bio.html
4. ↑  "Miss Rhythm" by Ruth Brown and Andrew Yule, 1996
5. ↑  everything2.com (Memento vom 8. April 2007 im Internet Archive)